# Sadd-e Dorūdzan (dammbyggnad i Iran)
Sadd-e Dorūdzan (persiska: Sadd-e Dāryūsh-e Kabīr, سد درودزن) är en dammbyggnad i Iran.   Den ligger i provinsen Fars, i den centrala delen av landet, 600 km söder om huvudstaden Teheran. Sadd-e Dorūdzan ligger 1 664 meter över havet. Den ligger vid sjön Daryācheh-ye Sadd-e Dorūdzan.
Terrängen runt Sadd-e Dorūdzan är huvudsakligen kuperad, men åt nordost är den bergig. Runt Sadd-e Dorūdzan är det ganska glesbefolkat, med 28 invånare per kvadratkilometer. Omgivningarna runt Sadd-e Dorūdzan är i huvudsak ett öppet busklandskap.